# 東京電力フュエル&パワー
東京電力フュエル&パワー株式会社（とうきょうでんりょくフュエル アンド パワー）は、東京電力ホールディングスの100%子会社。JERAの株式保有を行っている実質的な中間持株会社。略称に、東京電力FP、東電FP、東京電力F&P、東電F&Pがある。

## 概要
当社は、2016年（平成28年）4月の東京電力（東電）の会社分割によって実質的に発足した。東電が1951年（昭和26年）5月の設立以来65年間にわたって手掛けてきた発電・送配電・小売電気事業のうち、燃料・火力発電事業のみを承継した。当社の火力発電所で発生した電気は、小売電気事業者に卸売りしていた。
東電FPと中部電力は、両社の燃料・火力発電事業を統合するため、2015年（平成27年）4月に合弁会社「JERA」を設立した。2019年（平成31年）4月、当社と中部電力の火力発電所が全てJERAに移管され、燃料・火力発電事業の統合が完成した。
したがって2019年（平成31年）4月以降、東電FPは自社で発電所を所有していない。以降、東電FPの従業員はJERAに出向中の扱いであったが、2021年4月、東電FPからJERAに転籍した。
2021年時点、東電FPはJERAの発行済み株式の50%を保有しているが、それ以外の事業は一切行っていない。

## 沿革
- 2013年（平成25年）4月1日 - 東京電力（東電）の社内組織として「フュエル&パワー・カンパニー」が発足[4]。
- 2015年（平成27年）4月1日 - 東電が「東京電力燃料・火力発電事業分割準備株式会社」（準備会社）を設立。
- 2016年（平成28年）4月1日 - 準備会社が商号を東京電力フュエル&パワー株式会社に変更し、東電からフュエル&パワー・カンパニーの事業を承継。
- 2017年（平成29年）6月8日 - 中部電力との間で既存火力発電事業の統合に係る合弁契約書を締結。
- 2018年（平成30年）
  - 5月9日 - JERAとの間で吸収分割契約を締結。
  - 10月31日 - 姉崎火力発電所構内に新設した都市ガス製造設備（熱量調整設備）の運用を開始[5]。年間60万トンの都市ガスの製造が可能に。
- 2019年（平成31年）4月1日 - 燃料・火力発電事業をJERAに移管。東京電力グループと中部電力グループの燃料・火力発電事業の統合が完成。